# Сяргъярви
Сяргъярви — пресноводное озеро на территории Паданского сельского поселения Медвежьегорского района Республики Карелии.

## Физико-географическая характеристика
Площадь озера — 1,6 км². Располагается на высоте 206,5 метров над уровнем моря.
Форма озера лопастная, продолговатая: оно более чем на три километра вытянуто с северо-запада на юго-восток. Берега несильно изрезанные, каменисто-песчаные, преимущественно возвышенные.
Из северо-западной оконечности озера вытекает безымянный водоток, впадающий в озеро Калмунги, через которое протекает река Калмунга, впадающая в озеро Нижний Мярат. Через Нижний Мярат протекает река Ломнезерка, впадающая в озеро Селецкое.
В озере расположено не менее трёх небольших безымянных островов.
Населённые пункты и автодороги вблизи водоёма отсутствуют.
Код объекта в государственном водном реестре — 02020001111102000007338.